# ポータパック
ポータパックとは，バッテリー駆動の自給式アナログビデオテープ録画システムである．1967年に市場に登場し，1人で持ち運び，操作することが可能であった．
従来のテレビカメラは大型で重く，専用車両による輸送が必要であり，撮影時にはペデスタルに据え付ける必要があった．一方，ポータパックは，スタジオの外でもクルーを必要とせずに，簡単にビデオ撮影と録画を行うことを可能にした．ポータパックはテレビスタジオのカメラに比べて画質が劣るものの，プロフェッショナルとアマチュアの両方から新しい録画手法として受け入れられた．ポータパック以前の時代では，遠隔地のテレビニュース映像は通常，16mmフィルムで撮影され，放送のためにテレシネ処理が行われていた．
最初のポータパックシステムであるソニーのDV-2400は，白黒コンポジットビデオカメラと録画専用のヘリカルスキャン方式1/2インチビデオテープレコーダー（VTR）ユニットの2つのパーツで構成されていた．録画された映像を再生するには，ソニーのCVシリーズVTR（例: CV-2000）が必要だった．ソニーがビデオローバーを発表した後，数多くのメーカーが独自のポータパック技術を販売するようになった．ポータパックは1人で運び使用できるほど軽量だったが，通常は2人1組で操作された．1人がカメラを持ち制御し，もう1人がVTRを持ち運び操作するという形態であった．
このモデルに続いて，EIAJ-1フォーマットを採用した「AV-3400/AVC-3400」が登場した．このモデルは30分の録画容量を持ち，再生機能も備えていた．その後，ソニー，JVCをはじめとするメーカーからは，U規格ビデオカセット（小型の20分用「U-Matic S」カセットを含む）や，Betacam SPなどのフォーマットを使用するポータパックが発売された．特にBetacam SP用のポータパックでは，カメラ搭載型デッキとは異なり，大型の「L」カセットを使用でき，最大90分の録画が可能であった．

ポータパックの登場は，ビデオアート，ゲリラテレビジョン，そしてアクティビズムの発展に大きな影響を与えた．TVTVやVideofreexといったビデオコレクティブは，ポータパック技術を活用して，ビッグスリーと呼ばれる主要なテレビネットワークとは異なる視点からカウンターカルチャー運動を記録した．ポータパックはまた，アーティスト，学者，科学者で構成された「Raindance Foundation」にとっても重要な技術であった．彼らはポータパックとビデオの可能性に触発され，代替的なコミュニケーションの形態を模索していた．ポータパックは比較的手頃な価格で即時再生が可能であったため，アーティスト，実験者，社会評論家に対し，資金の豊富な制作会社に依存せずにビデオを制作・配布する手段を提供した．

放送テレビが主流だった時代に幼少期を過ごした世代が，テレビ制作の手段を手にすることが可能になった．ポータパックは比較的安価（1,500ドル），軽量，簡単で信頼性が高く，使いやすい機械であり，十分に実用的な白黒映像と許容範囲の音声を記録することができた．さらに，テープは再利用可能で安価だった．ポータパックは，ビデオと社会変革を結びつける多様な活動を引き起こす契機となった．

ポータパックは，まるでアーティストによる使用のために発明されたかのように登場した．純粋なフォーマリズムが行き詰まり，物を制作することが政治的に気まずくなり，何も作らないことが滑稽に思われた時代に．多くのアーティストがパフォーマンス作品を制作しながらも，発表の場がなかったり，記録を残す必要性を感じたりしていた時代に．「誰も見ることができない砂漠で彫刻を作ったとして，それは存在するのか？」という，同じようなバークリアンの問いが陳腐に思われ始めた時代に．テレビが大きな壁よりも多くの情報を多くの人々に伝えることが明らかになり，空間を定義するためには時間を包含する必要があると理解された時代に．他の分野でも既存のアイデアが疑問視され，新しいモデルが提案されていた時代に．ちょうどその時，ポータパックが登場したのである．

## ポータパックを使用した主なアーティスト
- アンディ ウォーホル
- ナム・ジュン・パイク（初めてポータパックを使用したのは，ローマ法王のニューヨーク訪問をタクシーの後部座席から撮影する為だったという噂がある）[7]
- 久保田成子
- ブルース・ナウマン
- ジョーン・ジョナス
- ピーターキャンパス
- ウィリアム・エグルストン

## 関連記事
- CCJ connector